# Serhij Onufrijenko

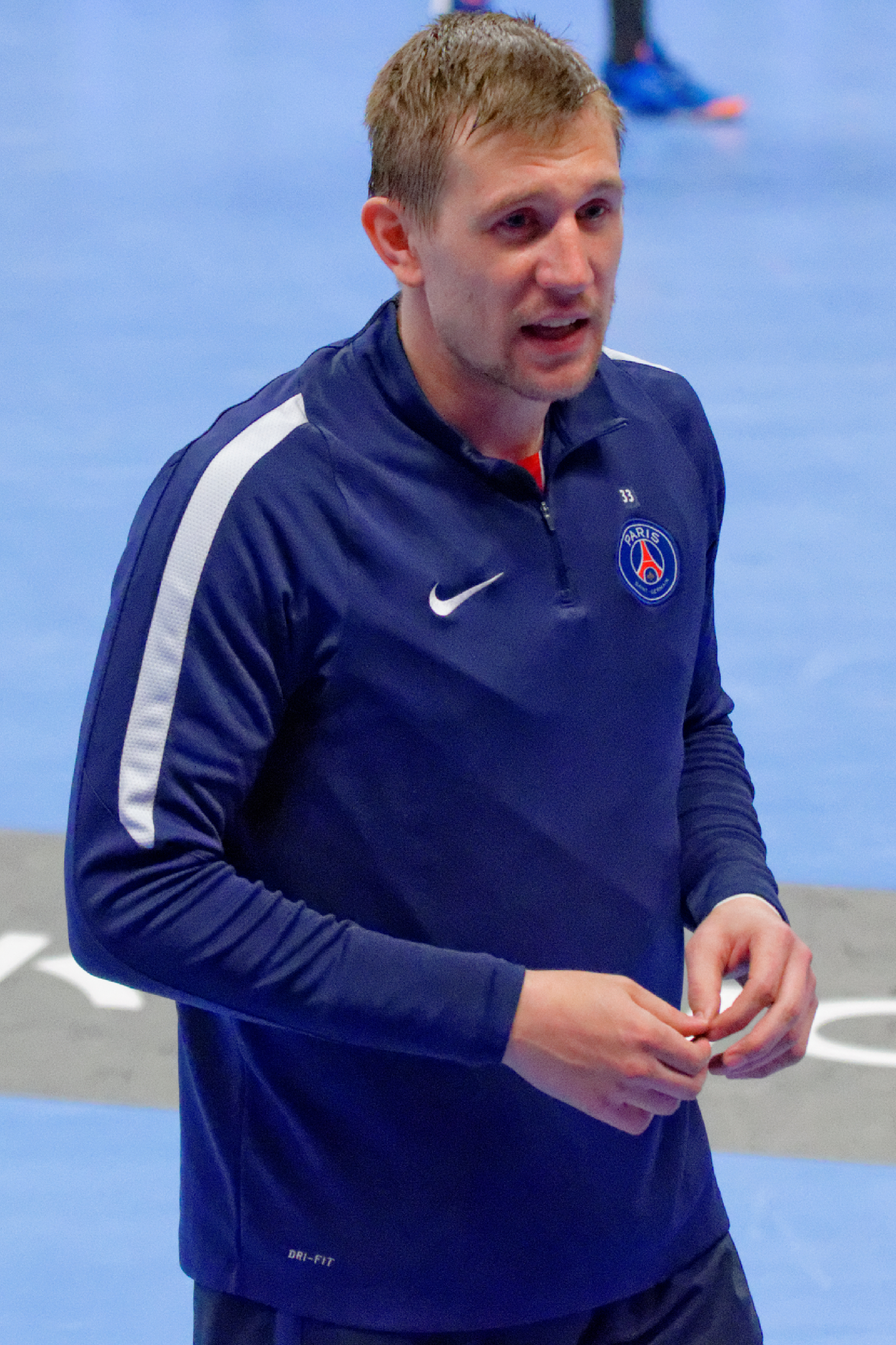
Serhij Onufrijenko (2016)

Serhij Boryssowytsch Onufrijenko (ukrainisch Сергій Борисович Онуфрієнко; * 31. Januar 1985 in Saporischschja, Ukrainische SSR, UdSSR) ist ein ehemaliger ukrainischer Handballspieler.
Der 1,90 Meter große rechte Rückraumspieler stand ab der Saison 2013/14 bei HK Motor Saporischschja unter Vertrag, mit dem er 2014 ukrainischer Meister wurde. Zuvor spielte er vier Jahre für HC Dinamo Minsk, mit dem er 2010, 2011, 2012 und 2013 weißrussischer Meister sowie 2010 und 2013 Pokalsieger wurde. Sein Heimatverein ist STR Saporischschja, mit dem er 2004, 2005, 2007, 2008 und 2009 Meister wurde. In der Saison 2015/16 stand Onufrijenko beim französischen Erstligisten Paris Saint-Germain unter Vertrag, mit dem er die französische Meisterschaft gewann. Anschließend wechselte er zum Ligakonkurrenten Pays d’Aix UC. Ab dem Sommer 2018 stand er bei C’ Chartres Métropole handball unter Vertrag. Dort beendete er nach der Saison 2023/24 seine Karriere.
Serhij Onufrijenko erzielte in 23 Länderspielen für die ukrainische Nationalmannschaft 143 Tore (Stand: Dezember 2009). Er spielte auch bei der Europameisterschaft 2010.